# Dwm
Dwm je dinamični menadžer prozora, za GNU/Linux i sl. sisteme. Program je zamišljen tako da ne koristi eksterne datoteke za konfiguraciju i da se sve nalazi u samom programu čime se izbegavaju ranjivosti unutar istog. Svaka izmena konfiguracije od vas zahteva da ponovo prevedete program iz izvornog koda. Svaki prozor dobija određene oznake (en. "tag") a prozore aranžira na "tiling način" tj. koristi kompletnu raspoloživu radnu površinu i slaže prozore u mrežu jedan do drugoga na načink koji može korisnik da definiše (standardna mreža, horizontalno slaganje, spirala...). Može se reći da dwm "popločava" vašu radnu površinu prozorima čime se može postići velika produktivnost korisnika i lakša preglednost budući da prozori nisu sakriveni na radnoj površini već su uvek vidljivi. Prozor koji je aktivan će biti označen okvirom posebne boje koju korisnik može sam da promeni.

## Spoljašnje veze
- http://suckless.org
- zvaničan sajt
- man strane
- dodaci i pečevi